# 6. Flak-Division
Die 6. Flak-Division war ein Großverband der Bodentruppen der deutschen Luftwaffe im Zweiten Weltkrieg. Zuständig war die Division bei Aufstellung für die Abwehr von einfliegenden gegnerischen Flugzeugen mittels Flugabwehrgeschützen im Großraum Stettin.

## Geschichte

### Luftverteidigungskommando Stettin
Zunächst als Luftverteidigungskommando Stettin am 1. August 1938 in Stettin unter dem Kommando des späteren Generalmajors Alexander Kolb aufgestellt, wurde das Luftverteidigungskommando am 1. Juli 1939 nach Hannover verlegt. Hier unterstand es dem Kommando des Luftgaukommando XI. 

### Luftverteidigungskommando 6
In Hannover erhielt das Kommando im Zuge der Durchnummerierung zum 1. August 1939 auch die Bezeichnung Luftverteidigungskommando 6.
Am 1. Februar 1940 wurde Generalmajor Wolfgang Rüter Nachfolger von Kolb. 

#### Westfeldzug
Mit ihm erlebte das Kommando auch den Beginn des Westfeldzuges im Mai 1940. Es sollte im weiteren Verlauf ebenfalls an die Westfront verlegt werden, kam jedoch zunächst erst nach Oldenburg in Holstein, dann nach Brüssel und letztendlich nach Waterloo. Am 5. Oktober 1940 wechselte die Kommandospitze erneut. An die Stelle Rüters trat nun der spätere Generalleutnant Job Odebrecht. Das Luftverteidigungskommando 6 blieb bis Sommer 1941 in Waterloo stationiert und wurde im Zuge der Vorbereitungen auf das Unternehmen Barbarossa nach Hindenburg (Schlesien) verlegt, um dort den Luftraumschutz des oberschlesischen Industriegebiets zu übernehmen. Die Bezeichnung Kommando wurde noch bis zum 31. August 1940 beibehalten. Danach wurde am 1. September 1941 aus dem ehemaligen Luftverteidigungskommando 6 die 6. Flak-Division.

### 6. Flak-Division
Aus einem nicht mehr nachvollziehbaren Grund (vermutlich durch die großen Anfangserfolge der Wehrmacht in der Sowjetunion) wurde die 6. Flak-Division alsbald von ihrer Aufgabe wieder entbunden und zurück nach Belgien verlegt. 

#### Verlegung an die Ostfront
Erst zum 1. April 1942 wurde die Division dann erneut an die Ostfront verlegt, um im Bereich der 16. Armee die Führung der dortigen Flakkräfte zu übernehmen. Die ihr dort unterstellten Flakeinheiten errangen bis März 1943 beachtliche Erfolge in den harten Kämpfen, insbesondere um den Brückenkopf Demjansk und südlich des Ladogasees (vgl. auch Ladoga-Schlachten). Die Zahl der seit Juni 1941 abgeschossenen gegnerischen Ziele stieg bis März 1943 auf 482 Flugzeuge sowie 253 Panzerkampffahrzeuge aller Art. Daneben hatten die Batterien 423 gegnerische Bunker zerstört werden sowie drei Eisenbahnzüge. Die der Division in dieser Zeit unterstellten Regimenter sind nicht bekannt. Am 19. November 1942 übernahm Generalleutnant Werner Anton das Kommando, das er bis zum Kriegsende innehatte. Zum 1. November 1943 bestand die Division aus folgenden Einheiten:
- Flak-Regiment 43
- Flak-Regiment 136 (späterer Zugang und Abgabe im Sommer 1944)
- Flak-Regiment 151

Im Dezember 1944 gliederte sich die 6. Flak-Division dann wie folgt:
- Flak-Regiment 41
- Flak-Regiment 43
- Flak-Regiment 151
- Flak-Regiment 164

#### Lettland
Im Zuge des Rückzugs der Wehrmacht wurde die 6. Flak-Division dann nach Aizpute verlegt, wo sie ihren Gefechtsstand bezog, den sich auch noch im März 1945 innehatte. Ihren letzten großen Auftritt hatten die Regimenter der Division dann im Kurland-Kessel, wo noch einmal insgesamt 112 Flugzeuge abgeschossen werden konnten, was am 1. Januar 1945 im Wehrmachtbericht genannt wurde. Die Flakregimenter 41 und 164 erhielten dann von Hermann Göring noch am 22. Februar 1945 den Ehrennamen Flaksturmregiment. Ebenfalls mit diesem Ehrennamen wurden in den folgenden Wochen noch mehrere Flakverbände geehrt, die sich ab diesem Zeitpunkt Flaksturmverband nennen durften. Am 27. April 1945 bestand die 6. Flak-Division noch aus 36 schweren und 37 mittleren und leichten Batterien. Sie war dem Luftwaffenkommando Kurland unterstellt.

### Kapitulation
Am 8. Mai 1945, dem Tag der bedingungslosen Kapitulation der Wehrmacht, geriet dann der größte Teil des Stammpersonals der 6. Flak-Division in sowjetische Kriegsgefangenschaft. Ein kleiner Personenkreis konnte jedoch noch aus dem Kessel ausgeschifft und gen Westen gebracht werden. Dort ergab er sich dann der US-Armee.